# Berg (Turgovia)
Berg (toponimo tedesco) è un comune svizzero di 3 301 abitanti del Canton Turgovia, nel distretto di Weinfelden.

## Storia
Nel 1993 Berg ha inglobato il comune soppresso di Andhausen e nel 1995 quelli di Graltshausen, Guntershausen bei Berg e Mauren e la località di Beckelswilen, fino ad allora frazione di Weerswilen.

## Monumenti e luoghi d'interesse

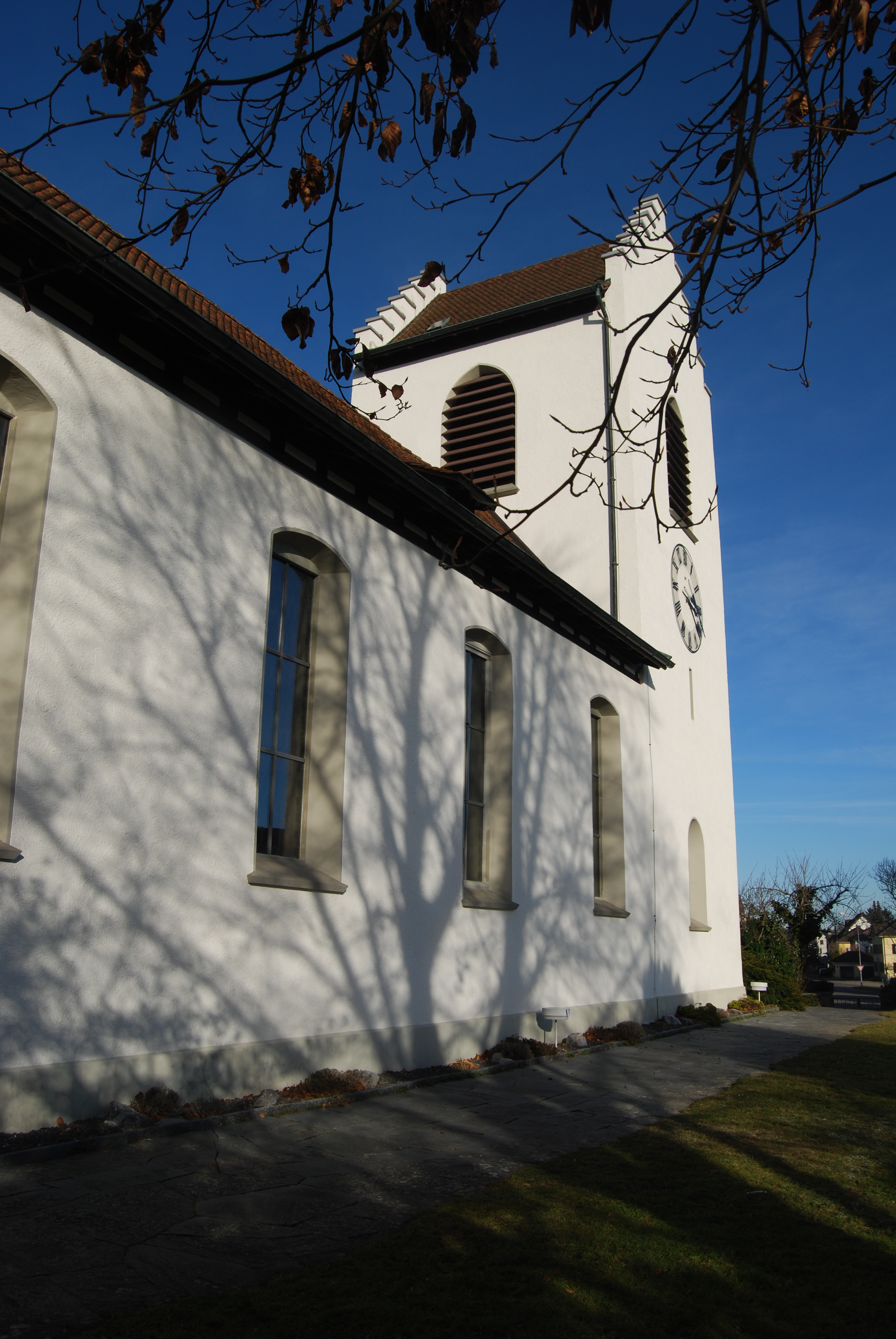
La chiesa riformata

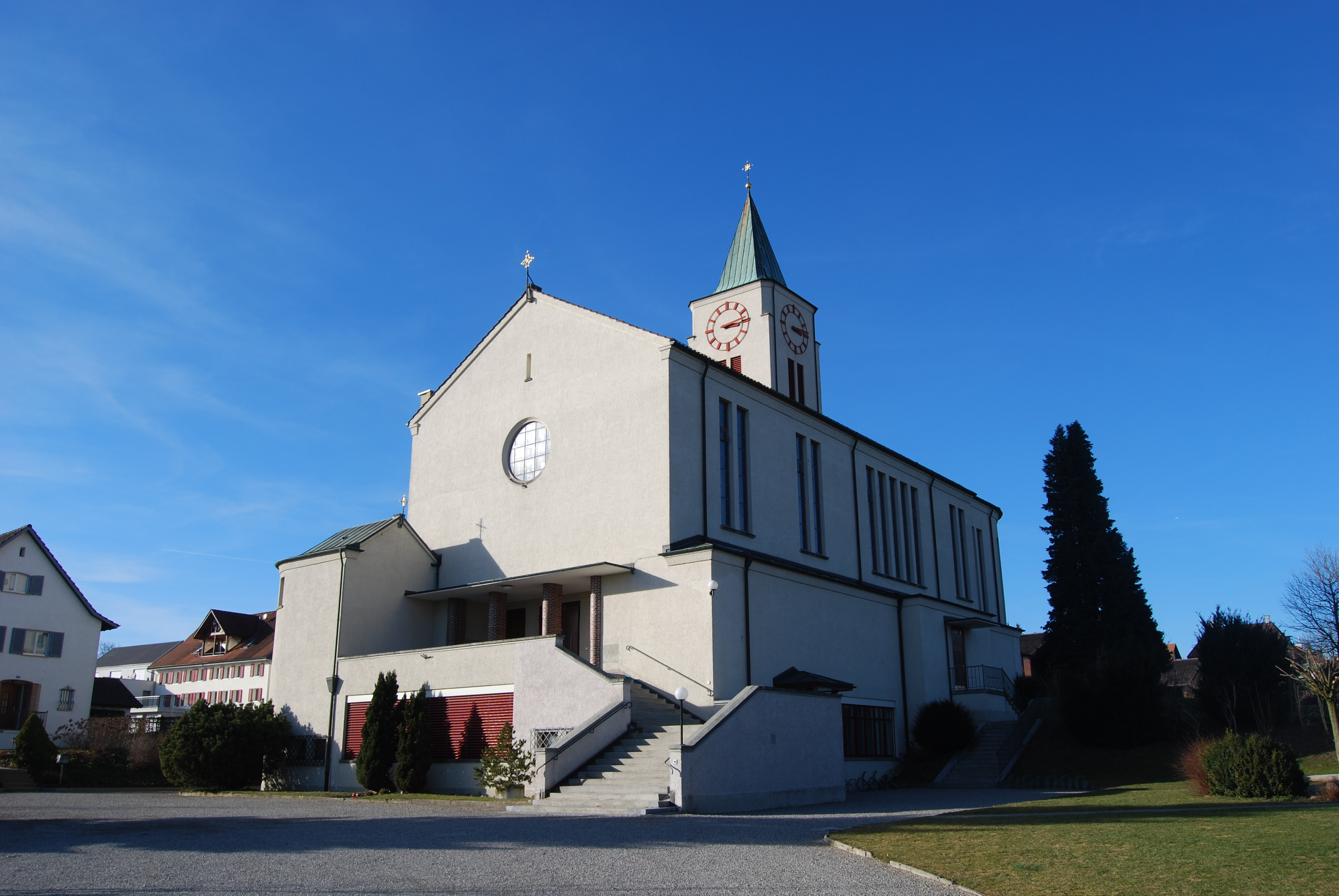
La chiesa cattolica

- Chiesa riformata, già cappella di San Maurizio, eretta nell'XI secolo, paritaria fino al 1935[1];
- Chiesa cattolica, eretta nel 1935[1].

## Società

### Evoluzione demografica
L'evoluzione demografica è riportata nella seguente tabella (fino al 1990 con Andhausen, Graltshausen, Mauren e Weerswilen):
Abitanti censiti

## Geografia antropica

### Frazioni
- Andhausen[5]
- Beggelschwilen[1]
- Graltshausen[6]
  - Lanzendorn
- Guntershausen bei Berg[7]
- Heimenlachen[1]
- Kehlhof[1]
- Mauren[8]
  - Höggershard
  - Last
  - Unterhard

## Amministrazione
Ogni famiglia originaria del luogo fa parte del cosiddetto comune patriziale e ha la responsabilità della manutenzione di ogni bene ricadente all'interno dei confini del comune.

## Infrastrutture e trasporti
È servito dalle stazion di Berg e di Kehlhof sulla ferrovia Mittelthurgaubahn.